# ConIFA Europees kampioenschap voetbal 2019

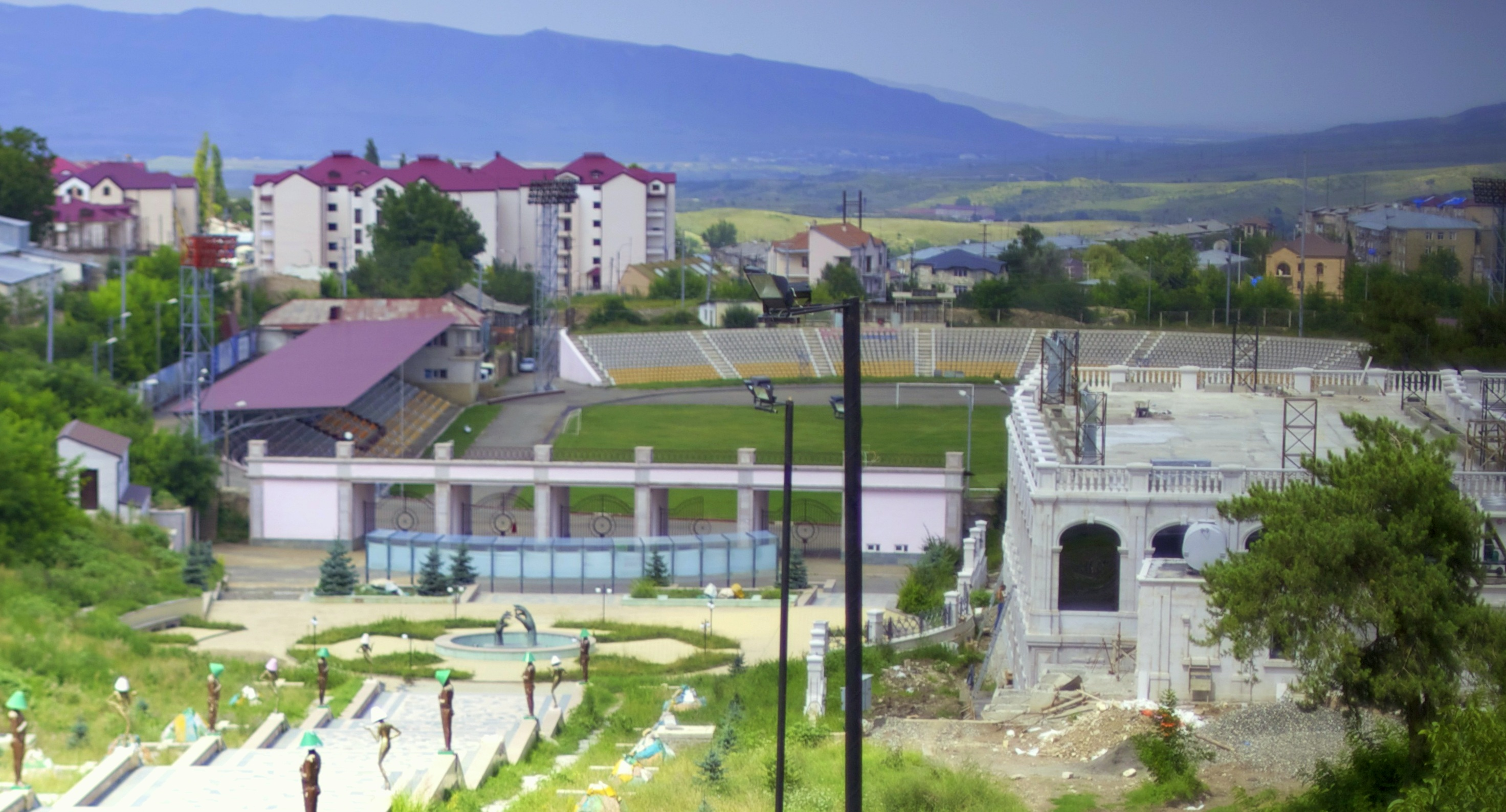
Stepanakert Republican Stadium.

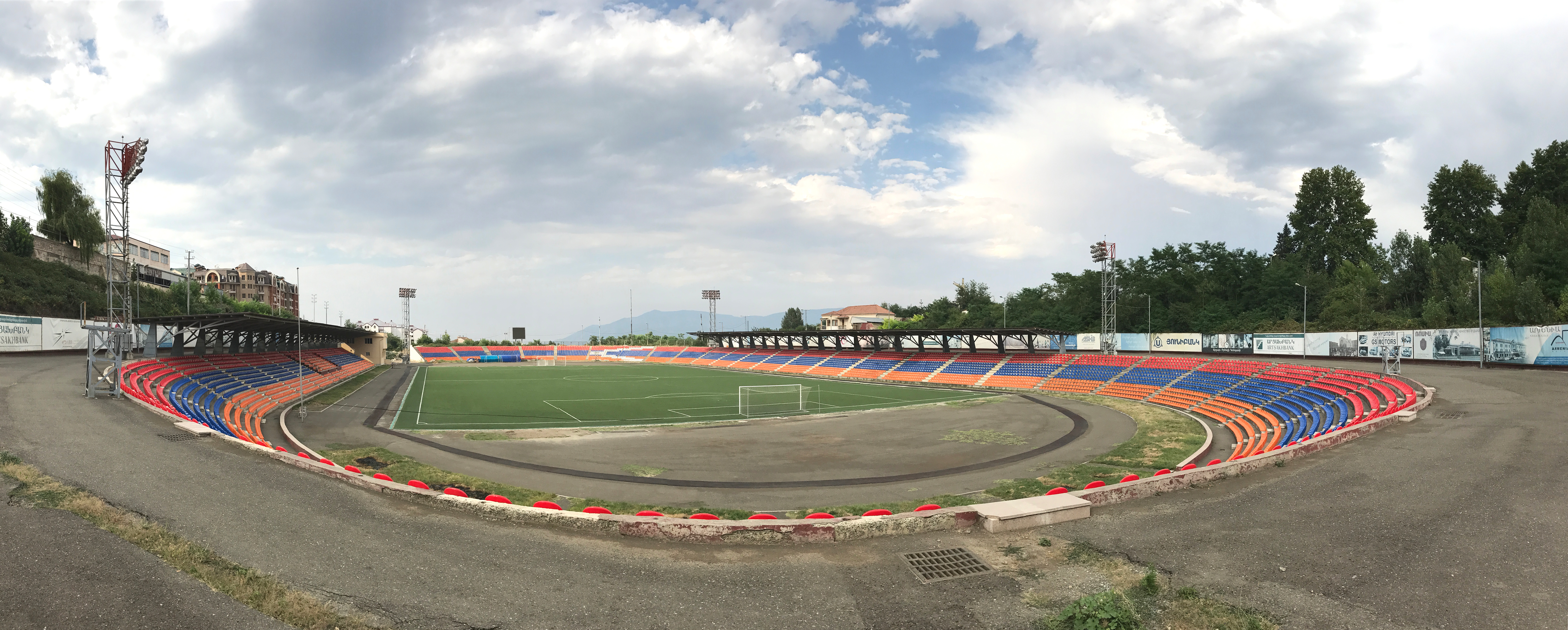
Stepanakert Republican Stadium van Stepanakert.

Het ConIFA Europees kampioenschap voetbal 2019 vond plaats van 2 tot 9 juni in Stepanakert, Askeran, Martoeni en Martakert in de niet-erkende Republiek Nagorno-Karabach. Dit was de derde editie van dit kampioenschap voor landenteams die geen lid kunnen worden van de FIFA en/of geen erkend land zijn. De overkoepelende ConIFA (Confederation of Independent Football Associations) organiseerde het toernooi in samenwerking met de voetbalbond van het als gastland optredende Republiek Nagorno-Karabach (Artsach). 
Het toernooi werd gewonnen door Zuid-Ossetië, dat West-Armenië in de finale met 1-0 versloeg.

## Deelnemende landen
Abchazië
 Artsach
 West-Armenië
 Chameria
 Samen
 Padanië
 Szeklerland
 Zuid-Ossetië

## Speelsteden
| Stad        | Stadion                              | Capaciteit |
| ----------- | ------------------------------------ | ---------- |
| Stepanakert | Republikeins stadion van Stepanakert | 12.000     |
| Martakert   | Vigen Shirinyan Stadium              | 2.300      |
| Martoeni    | Avakyan Arena                        | 1.080      |
| Askeran     | Askeran City Stadium                 | 500        |

## Eerste ronde

### Groep A
| Team     | Pts | Pld | W | D | L | GF | GA | GD |
| -------- | --- | --- | - | - | - | -- | -- | -- |
| Abchazië | 7   | 3   | 2 | 1 | 0 | 5  | 2  | +3 |
| Chameria | 6   | 3   | 2 | 0 | 1 | 9  | 6  | +5 |
| Artsach  | 4   | 3   | 1 | 1 | 1 | 5  | 7  | -2 |
| Samen    | 0   | 3   | 0 | 0 | 3 | 2  | 8  | -6 |

|             |                             |           |            |                                                           |
| 2 juni 2019 | Abchazië                    | 3-1       | Chameria   | Toeschouwers: 500 Scheidsrechter: Ahmed Sabah Radha Ahmed |
| 2 juni 2019 | Maskayev 48' Logua 49', 74' | (verslag) | Prendi 30' | Toeschouwers: 500 Scheidsrechter: Ahmed Sabah Radha Ahmed |

|             |                                       |           |                             |                                                    |
| 2 juni 2019 | Artsach                               | 3-2       | Samen                       | Toeschouwers: 12000 Scheidsrechter: Dmitrii Zhukov |
| 2 juni 2019 | Mkrtchyan 3' Sargsyan 43' Malyaka 82' | (verslag) | 24' Zakrisson 83' Edvardsen | Toeschouwers: 12000 Scheidsrechter: Dmitrii Zhukov |

|             |                                      |           |              |                                                |
| 3 juni 2019 | Chameria                             | 4-1       | Artsach      | Toeschouwers: 1080 Scheidsrechter: Ivan Mrkalj |
| 3 juni 2019 | Çema 58', 90+3' Mziu 85' Gjoka 90+5' | (verslag) | 83' Sargsyan | Toeschouwers: 1080 Scheidsrechter: Ivan Mrkalj |

|             |       |           |                 |                                                            |
| 3 juni 2019 | Samen | 0-1       | Abchazië        | Toeschouwers: 2300 Scheidsrechter: Ahmed Sabah Radha Ahmed |
| 3 juni 2019 |       | (verslag) | 45+2' Dgebuadze | Toeschouwers: 2300 Scheidsrechter: Ahmed Sabah Radha Ahmed |

|             |               |           |          |                                                   |
| 4 juni 2019 | Artsach       | 1-1       | Abchazië | Toeschouwers: 1080 Scheidsrechter: Dmitrii Zhukov |
| 4 juni 2019 | Mkrtchyan 33' | (verslag) | 8' Logua | Toeschouwers: 1080 Scheidsrechter: Dmitrii Zhukov |

|             |                                 |           |       |                                                |
| 4 juni 2019 | Chameria                        | 4-0       | Samen | Toeschouwers: 2300 Scheidsrechter: Ivan Mrkalj |
| 4 juni 2019 | Mziu 5' Hoxha 22', 45' Çema 78' | (verslag) |       | Toeschouwers: 2300 Scheidsrechter: Ivan Mrkalj |

### Groep B
| Team         | Pts | Pld | W | D | L | GF | GA | GD |
| ------------ | --- | --- | - | - | - | -- | -- | -- |
| Zuid-Ossetië | 7   | 3   | 2 | 1 | 0 | 6  | 4  | +2 |
| West-Armenië | 4   | 3   | 1 | 1 | 1 | 7  | 3  | +4 |
| Padanië      | 4   | 3   | 1 | 1 | 1 | 6  | 3  | +3 |
| Szeklerland  | 1   | 3   | 0 | 1 | 2 | 2  | 11 | -9 |

|             |                                       |           |             |                                                |
| 2 juni 2019 | Padanië                               | 4-0       | Szeklerland | Toeschouwers: 2200 Scheidsrechter: Ivan Mrkalj |
| 2 juni 2019 | Tignonsini 7' Corno 53', 78' Rota 61' | (verslag) |             | Toeschouwers: 2200 Scheidsrechter: Ivan Mrkalj |

|             |              |           |                   |                                                            |
| 2 juni 2019 | West-Armenië | 1-2       | Zuid-Ossetië      | Toeschouwers: 1080 Scheidsrechter: Ahmed Sabah Radha Ahmed |
| 2 juni 2019 | Aslanyan 79' | (verslag) | 29', 56' Gurtsiev | Toeschouwers: 1080 Scheidsrechter: Ahmed Sabah Radha Ahmed |

|             |             |           |                                                                           |                                                  |
| 3 juni 2019 | Szeklerland | 0-5       | West-Armenië                                                              | Toeschouwers: 500 Scheidsrechter: Arkadi Akobyan |
| 3 juni 2019 |             | (verslag) | 20' Badoyan 52' (pen.) Hovsepyan 70' Bakalyan Minasyan 81' 90+1' Aslanyan | Toeschouwers: 500 Scheidsrechter: Arkadi Akobyan |

|             |                          |           |                   |                                                   |
| 3 juni 2019 | Zuid-Ossetië             | 2-1       | Padanië           | Toeschouwers: 5000 Scheidsrechter: Dmitrii Zhukov |
| 3 juni 2019 | Gurtsiev 55' Bazayev 80' | (verslag) | 89' (pen.) Ravasi | Toeschouwers: 5000 Scheidsrechter: Dmitrii Zhukov |

|             |                   |           |                        |                                                  |
| 4 juni 2019 | Zuid-Ossetië      | 2-2       | Szeklerland            | Toeschouwers: 500 Scheidsrechter: Arkadi Akobyan |
| 4 juni 2019 | Gurtsiev 72', 84' | (verslag) | 54' Vékás 82' B.Kovács | Toeschouwers: 500 Scheidsrechter: Arkadi Akobyan |

|             |             |           |                |                                                            |
| 4 juni 2019 | Padanië     | 1-1       | West-Armenië   | Toeschouwers: 6000 Scheidsrechter: Ahmed Sabah Radha Ahmed |
| 4 juni 2019 | Colombo 69' | (verslag) | 67' Yedigaryan | Toeschouwers: 6000 Scheidsrechter: Ahmed Sabah Radha Ahmed |

## Knock-outfase

### Halve finales ranking
|             |                                                                      |           |       |                                                |
| 6 juni 2019 | Padanië                                                              | 4-0       | Samen | Toeschouwers: 2300 Scheidsrechter: René Jacobi |
| 6 juni 2019 | Niccolò Colombo 4' Federico Corno 45', 73' Riccardo Ravasi 46' (pen) | (verslag) |       | Toeschouwers: 2300 Scheidsrechter: René Jacobi |

|             |                                                |           |                 |                                                   |
| 6 juni 2019 | Artsach                                        | 2-1       | Szeklerland     | Toeschouwers: 1080 Scheidsrechter: Dmitrii Zhukov |
| 6 juni 2019 | Arsen Sargsyan 76' (pen) Narek Danielyan 90+4' | (verslag) | 62' Barna Vékás | Toeschouwers: 1080 Scheidsrechter: Dmitrii Zhukov |

### Halve finales
|             |                   |           |                         |                                                |
| 6 juni 2019 | Abchazië          | 1-1 (0-3) | West-Armenië            | Toeschouwers: 7000 Scheidsrechter: Ivan Mrkalj |
| 6 juni 2019 | Alan Khugayev 10' | (verslag) | 32' (pen) Davit Manoyan | Toeschouwers: 7000 Scheidsrechter: Ivan Mrkalj |

|             |              |           |          |                                                           |
| 6 juni 2019 | Zuid-Ossetië | 0-0 (6-5) | Chameria | Toeschouwers: 500 Scheidsrechter: Ahmed Sabah Radha Ahmed |
| 6 juni 2019 | (verslag)    |           |          | Toeschouwers: 500 Scheidsrechter: Ahmed Sabah Radha Ahmed |

### Wedstrijd voor 7e plaats
|             |                                                |           |                                          |                                               |
| 8 juni 2019 | Samen                                          | 3-2       | Szeklerland                              | Toeschouwers: 500 Scheidsrechter: René Jacobi |
| 8 juni 2019 | Benjamin Zakrisson 17' Samuli Laitila 19', 75' | (verslag) | 35' Rajmond Balint 55' (pen) Akos Kovacs | Toeschouwers: 500 Scheidsrechter: René Jacobi |

### Wedstrijd voor 5e plaats
|             |         |           |                                         |                                                |
| 8 juni 2019 | Padanië | 0-2       | Artsach                                 | Toeschouwers: 4400 Scheidsrechter: Ivan Mrkalj |
| 8 juni 2019 |         | (verslag) | 58' Arsen Sargsyan 90+6' Dmitri Malyaka | Toeschouwers: 4400 Scheidsrechter: Ivan Mrkalj |

### Wedstrijd voor 3e plaats
|             |           |           |          |                                                   |
| 8 juni 2019 | Abchazië  | 0-0 (5-4) | Chameria | Toeschouwers: 6200 Scheidsrechter: Dmitrii Zhukov |
| 8 juni 2019 | (verslag) |           |          | Toeschouwers: 6200 Scheidsrechter: Dmitrii Zhukov |

### Finale
|             |                    |           |              | |
| 9 juni 2019 | Zuid-Ossetië       | 1-0       | West-Armenië | Toeschouwers: 12000 Scheidsrechter: Dmitrii Zhukov, Vitalii Mazin, Valerii Kravchenko, Aleksandr Demenko, Ivan Mrkalj |
| 9 juni 2019 | Ibragim Bazaev 65' | (verslag) |              | Toeschouwers: 12000 Scheidsrechter: Dmitrii Zhukov, Vitalii Mazin, Valerii Kravchenko, Aleksandr Demenko, Ivan Mrkalj |

| 2019 Europees kampioen    |
| ------------------------- |
| ZUID-OSSETIË Eerste titel |

## Topscorers
| 5 doelpunten Batraz Gurtsiyev 4 doelpunten Federico Corno Arsen Sargsyan 3 doelpunten Shabat Logua Marko Çema 2 doelpunten Ibragim Bazaev Vékás Barna Arman Aslanyan Dmitry Malyaka Norik Mkrtchyan Riccardo Ravasi Niccolo Colombo Benjamin Zakrisson Samuli Laitila Edmond Hoxha Vilson Mziu |  | 1 doelpunt Kovács Botond Rajmond Balint Kovács Ákos Kristoffer Edvardsen Georgiy Dgebuadze Alan Khugayev Dmitry Maskaev Narek Danielyan Stefano Tignonsini Andrea Rota Artur Yedigaryan David Manoyan Davit Hovsepyan Vazdan Bakalyan Davit Minasyan Zaven Badoyan Fravjo Prendi Samet Gjoka |